# بلدة شيرمان (مقاطعة هورون)
شيرمان، مقاطعة هورون (بالإنجليزية: Sherman Township, Huron County, Michigan)‏ هي بلدة تقع بولاية ميشيغان في الولايات المتحدة. تبلغ مساحتها 114.4 (كم²)، وترتفع عن سطح البحر 220 م، بلغ عدد سكانها 1165 نسمة في عام تعداد الولايات المتحدة 2000 حسب إحصاء مكتب تعداد الولايات المتحدة وتصل الكثافة السكانية فيها 10.2 نسمة/كم2.

## وصلات خارجية
- The US50 - Cities and Towns in Michigan State
- Michigan Cities and Towns, Facts, Map, Flag, Colleges, Government, and More